# Termoacustica
La termoacustica è una branca della meccanica che si occupa delle trasformazioni dell'energia da sonora a termica, e della realizzazione di motori termoacustici, ovvero macchine in grado di trasformare un suono in energia termica, o una differenza di temperatura in un suono, e da questo ricavare energia elettrica. Gli studi in questo campo sono  recenti.